# Robert Campaz
Robert Antonio Campaz (Buenaventura, Valle del Cauca, Colombia; 12 de septiembre de 1992) es un futbolista colombiano. Juega de delantero y su equipo actual es el Platense de la Liga Nacional de Honduras. Tiene 32 años.

## Trayectoria

### Platense
El 28 de enero de 2016 se convirtió en nuevo jugador del Platense de Honduras. El 9 de abril le marcó un gol al Honduras Progreso.

## Clubes
| Club                | País                | Año                 | Partidos | Goles |
| ------------------- | ------------------- | ------------------- | -------- | ----- |
| El Porvenir         | Argentina           | 2013 - 2014         | 18       | 1     |
| Platense            | Honduras            | 2016 - Presente     | 4        | 1     |
| Total en su carrera | Total en su carrera | Total en su carrera | 22       | 2'    |